# Абрамсон, Матанья
Матанья Абрамсон (ивр. מתניה אברמסון‎; 1920 — 2004) — израильский скульптор, чьи работы представлены в Израиле и во всём мире. Матанья был универсальным художником, он использовал в работе мрамор, камень и дерево наравне с бронзовым, алюминиевым и медным литьём.

## Биография
Абрамсон родился в деревне Кине́рет на побережье Галилейского моря. Его родители принадлежали к первым крестьянским семьям, эмигрировавшим из России в начале 1900-х годов.
Абрамсон начал рисовать в детстве. После завершения образования в сельскохозяйственной школе Микве Исраэль он изучал изобразительное искусство вместе с различными художниками. В течение двенадцати лет он служил в военных частях Хаганы, Еврейской Колониальной Полиции, Королевского военно-морского флота Великобритании, в ВМС Пальмаха и Цахале.
После Израильской Войны за Независимость, в 1948 году Абрамсон начал изучать скульптуру у Шварцмана и Косо Элула, а затем в 1954 году провёл 6 месяцев в Париже. После возвращения из Парижа он приехал на ферму в Кинерете и работал в сельском хозяйстве, продолжая заниматься искусством в свободное время.
В 1959 году Абрамсон покинул ферму и переехал в квартал художников в Цфате.
После 1962 года он в течение двух лет продолжал заниматься скульптурой в Италии. Шесть месяцев он провёл в Каррарских мраморных каменоломнях и полтора года в во Флоренции. В 1963 году все работы, созданные им в Италии, были посланы на выставку в Нью-Йорк.
В 1964 году Абрамсон вернулся в Израиль и жил в иерусалимском районе Эйн Карем. В 1965 году скульптор переехал в Старый Яффо.
Абрамсон умер в феврале 2004 года и был похоронен в его родной деревне Кинерет на берегу Галилейского моря.

## Выставки и памятники
- 1960 — «One Man Show» — ZOA House, Тель-Авив (Израиль)
- 1963 — «One Man Show» — Галерея «Numero», Флоренция (Италия)
- 1963 — «One Man Show» — Галерея «Vercel», Нью-Йорк (США)
- 1965 — «One Man Show» — Галерея «Vercel», Нью-Йорк (США)
- 1965 — «Monument» — Кибуц Эйн-Геди (Израиль)
- 1966 — «One Man Show» — «Hamam», Старый Яффо (Израиль)
- 1966 — «Exhibition with the painter Alexander», Рамат-Ган (Израиль)
- 1967 — «Exhibition with the painter Rosenboim», Бат-Ям (Израиль)
- 1967 — «Memorial Monument to the Fallen» — Кинерет (Израиль)
- 1968 — Third prize in the contest for building a monument in the square where a synagogue was burned down, Мюнхен (Германия)
- 1969 — Participant in an international symposium — Сант-Маргаретен (Австрия)
- 1970 — «One Man Show» — «Artists House», Иерусалим (Израиль)
- 1971 — «One Man Show» — «Yarkon Gallery», Бостон (США)
- 1971 — Started work on monument in memory of «Oley Hagardom» — Акко (Израиль)
- 1971 — «Memorial Monument for the Fallen» — «Har-Habanim», Рамат-Ган (Израиль)
- 1978 — «One Man Show» — Галерея «Alte-Schmide», Вена (Австрия)
- 1980 — «Large marble sculpture» — «Berlin Garden», Тель-Авив (Израиль)
- 1980 — «One Man Show» — «Jewish-American Congress House», Нью-Йорк (США)
- 1983 — «One Man Show» — «Herzliya Museum», Герцлия, (Израиль)
- 1986 — «One Man Show» — «Institute Francais», Вена (Австрия)
- 1986 — «One Man Show» — «Gallery Susan Fischer», Баден-Баден (Германия)
- 1992 — «Exhibition with the painter Kipnis» — «Zurich Kosmus», Вена (Австрия)